# Skrajna Żółta Kopka
Skrajna Żółta Kopka (słow. Predná žltá kôpka) – drobna turnia w słowackiej części Tatr Wysokich, położona na wysokości 2080 m w górnym fragmencie Koziej Grani – południowo-wschodniej grani Jagnięcego Szczytu. Od Zadniej Żółtej Kopki na północnym zachodzie oddziela ją Skrajna Żółta Szczerbina, natomiast od Koziej Kopki na południowym wschodzie jest oddzielona Zadnią Kozią Szczerbiną.
Stoki północno-wschodnie opadają z turni do Doliny Białych Stawów, południowe – do Doliny Jagnięcej.

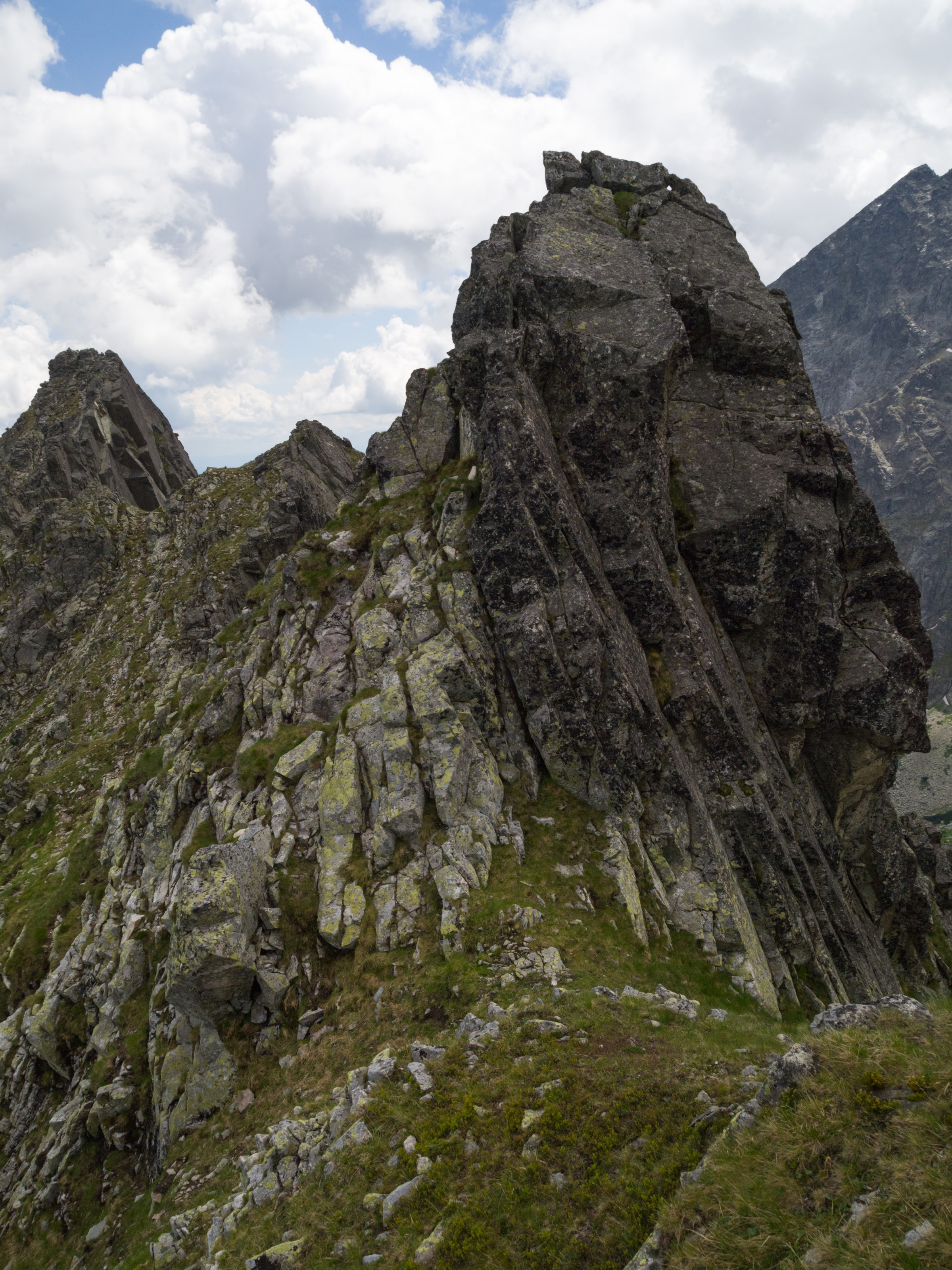
Skrajna Żółta Kopka ponad Skrajną Żółtą Szczerbiną

Na Skrajną Żółtą Kopkę, podobnie jak na inne obiekty w Koziej Grani, nie prowadzą żadne znakowane szlaki turystyczne. Najdogodniejsza droga dla taterników wiedzie na szczyt granią Zadniej Koziej Szczerbiny.
Pierwsze wejścia:
- letnie – Imre Barcza i Tihamér Szaffka, 10 lipca 1910 r.,
- zimowe – László Jurán, V. Jurán i Ernő Piovarcsy, 24 marca 1929 r.[3]